# DirecTV Arena
DirecTV Arena is een entertainment- en sportlocatie, gelegen in Tortuguitas, Groot-Buenos Aires, Argentinië. Het is eigendom van en wordt geëxploiteerd door DirecTV & ALG Sports van AT&T. Het gebouw maakte werd officieel geopend op 31 oktober 2015, met een concert van Sting.

## Achtergrond
De DirecTV Arena heeft een zitcapaciteit van 15.000 mensen. Deze capaciteit is zeer geschikt voor grote muziekshows en concerten, maar de arena is ook beschikbaar voor tennis en basketbalwedstrijden.